# الرسائل الإقليمية
الرسائل الإقليمية Lettres provinciales هي سلسلة من ثمانية عشر رسالة كتبها الفيلسوف واللاهوتي الفرنسي بليز باسكال بالإسم المستعار لوي دمونتالت Louis de Montalte. وقد كتبهم في أوج جدل الصياغة بين اليانسنيين واليسوعيين، وهم دفاع عن اليانسني أنطوان أرنو من بورت-روايال-ده-شام، صديق باسكال الذي أدانته في 1656 كلية اللاهوت في السوربون في باريس لآرائه التي وُصِمت بأنها مهرطقة.أول رسالة  كانت بتاريخ 23 يناير 1656 والثامنة عشر  بتاريخ 24 مارس 1657. وهناك جزء من الرسالة التاسعة عشر  كثيراً ما تُدمج مع الثامنة عشر.
في 23 و26 يناير 1656 نشر بسكال الرسالتين الأولى والثانية مما سماه «رسائل كتبها لويس دي مونتالت» (وهو اسم مستعار) «إلى صديق في الإقليم، وإلى الآباء اليسوعيين المبجلين، عن أخلاقياتهم وسياساتهم». وكان إطارها ذكياً، فقد زعم إنها تقرير من باريس إلى صديق في الأقاليم عن المسائل الخلقية واللاهوتية التي كانت يومئذ تثير الأوساط الفكرية والدينية في العاصمة. وقد زود آرنو ونيكول بسكال بالحقائق والمراجع. أما هو فقد أبدع ذلك الأسلوب الأدبي الذي استشرف مستوى جديداً في النثر الفرنسي، فقد توافرت لبسكال حماسة المؤمن الجديد وذكاء رجل الدنيا وتهذيبه.

## الرسائل الأولى

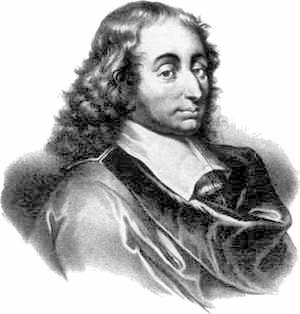
بورتريه بليز باسكال

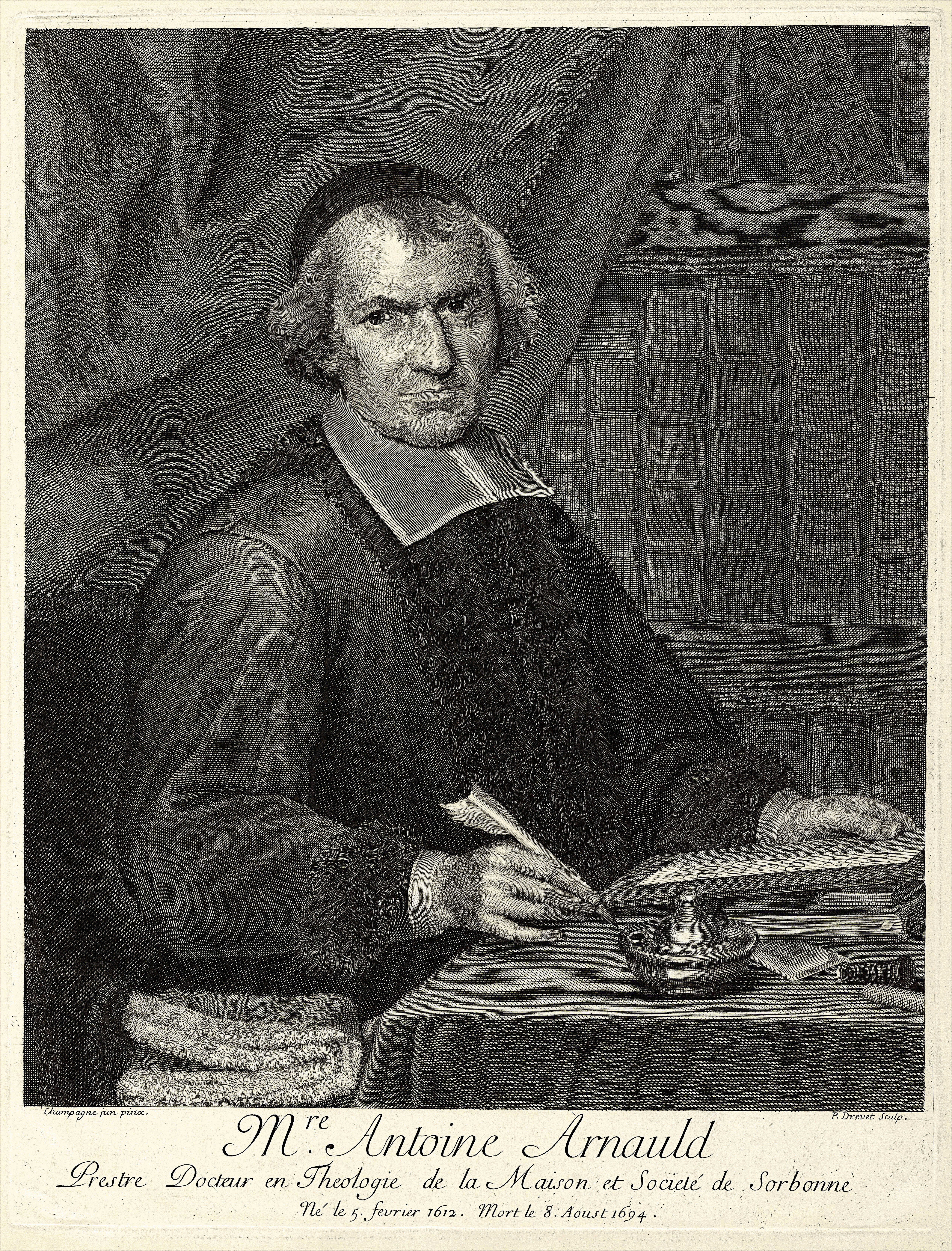
بورتريه أنطوان أرنو

التمست الرسائل الأولى التأييد العام لآراء الجانسنيين في النعمة الإلهية والخلاص، وهي الآراء التي دافع عنها آرنو من قبل، وقد قصد بها أن تؤثر في السوربون لتعارض الاقتراح بطرد آرنو. وقد فشلت في هذا، إذ جرد آرنو رسمياً من لقبه وطرد (31 يناير). وحفز الفشل بسكال وآرنو إلى الهجوم على اليسوعيين لأنهم يقوضون الفضيلة بما يعيب آباء اعترافهم من تحلل، وما يشوب فتاواهم من ثغرات. وقد نقبا في مؤلفات إيسكوبار وغيره عن اليسوعيين ونددا بمبادئ «الاحتمالية» و«التوجيه بالنية» و«التحفظ العقلي»، وحتى بتوفيق المرسلين اليسوعيين بين اللاهوت المسيحي وعبادة الصينيين لأسلافهم. وإن لم يتهمها اليسوعيين صراحة بتبرير الوسائط لبلوغ الغايات. وكان هذا المهدي يزداد حماسة كلما توالت الرسائل وكشف له آرنو عن المزيد من فتاوى إيسكوبار.

## بعد الرسالة العاشرة
أقلع باسكال بعد الرسالة العاشرة عن أكذوبة الباريسي كاتب الرسائل للإقليمي، وأماط اللثام عن شخصه، ووجه الخطاب إلى اليسوعيين رأساً في بلاغة تضطرم سخطاً، وذكاء يفيض تهكماً. وكان ينفق أحياناً عشرين يوماً في تحرير رسالة واحدة، ثم يهرع بها إلى المطبعة قبل أن يفتر اهتمام الجمهور، وقد اعتذر عن طول الرسالة السادسة عشرة بعذر فريد في بابه، إذ قال 
| الرسائل الإقليمية | لم يتسع لي الوقت لإحضارها. | الرسائل الإقليمية |

## الرسالة الثامنة عشر والأخيرة
في الرسالة الثامنة عشر والأخيرة (24 مارس 1657) تحدى البابا نفسه. ذلك أن البابا الإسكندر السابع أصدر (16 أكتوبر 1656) تنديداً آخر بالجانسنية، فذكر بسكال قراءه بأن حكم البابا عرضة للخطأ، كما أخطأ في حالة جاليليو (وذلك شعور بسكال). وأدان البابا الرسائل (6 سبتمبر 1657) ولكن فرنسا المثقفة قرأتها كلها.

## تساؤلات
أكانت الرسائل منصفة لليسوعيين؟ أنقلت المختارات عن الكتاب اليسوعيين نقلاً أميناً؟ قال عقلاني مثقف[وفقًا لِمَن؟]
| الرسائل الإقليمية | صحيح ولا ريب أن بعض العبارات المعدلة حذفت أحياناً دون موجب، وأن عبارات أخرى ترجمت ترجمة خاطئة، وأن ضغط الفقرات الطويلة في جمل قصيرة يشعرك في بعض الحالات بأن هذا إجحافاً بالمؤلف ...ولكن هذه الحالات قليلة وغير هامة نسبياً | الرسائل الإقليمية |

هناك الآن إجماع على أن المختارات دقيقة في جوهرها على أنه لابد من التسليم بأن بسكال انتزع أشد فقرات بعض المفتين إزعاجاً وشبهة من سياقها، وقاد شطراً من الجمهور إلى رأي فيه غلو كثير، مؤداه أن هؤلاء اللاهوتيين يتآمرون على هدم أخلاق العالم المسيحي.
أطرى فولتير براعة الرسائل بوصفها أدباً، ولكنه رأى أن "الكتاب كله مبني على أساس زائف". فقد نسب المؤلف في حذق إلى الجماعة اليسوعية كلها الآراء المتطرفة التي قال بها بعض اليسوعيين الأسبان والفلمنك، الذين خالفهم كثير من اليسوعيين. وأسقف دالمبير لأن بسكال لم يتهكم بالجانسنيين أيضاً، لأن "تعاليم جانسن وسان سيران المروعة كانت تتيح على الأقل مجالاً للسخرية لا يقل عما أتاحته التعاليم الطيعة التي نادى بها موليا وتامبوران وفاسكويز.

## ردود الأفعال والذكرى
وكان تأثير «الرسائل» هائلاً. صحيح أنها لم تخضد لتوها شوكة اليسوعيين- ومن المؤكد أنها لم تنتقص من سلطانهم على الملك- ولكنها فضحت شطط المفتين فضحا حمل الإسكندر السابع نفسه على إدانة «التحلل»، رغم مواصلة معارضة الجانسنية، وعلى الأمر بمراجعة نصوص الفتاوى (1665- 1666).
أضفت «الرسائل» هي التي على كلمة الإفتاء الديني "Casuistry" مدلول التشقيقات الخداعة المظهر التي تدافع عن الأفعال أو الأفكار الخاطئة. ثم إنها أضافت آية من آيات الأسلوب إلى ذخيرة الأدب الفرنسي. وكأن فولتير قد عاش قرناً قبل فولتير. فهنا ذكاء فولتير المرح، وتهكمه البتار، وفكاهته الشكاكة، وقدحه العنيف، وفي الرسائل اللاحقة ذلك الاستنكار الحار للظلم، الذي أنقذ فولتير من أن يكون موسوعة سخرية وتهكم. وقد وصف فولتير نفسه الكتاب بأنه «خير ما كتب وظهر في فرنسا إلى الآن»، وكان رأي أنفذ النقاد قاطبة وأكثرهم رهافة وتمييزاً أن بسكال «ابتكر النثر الرائع في فرنسا» وحين سئل بوسويه أي كتاب كان يؤثر أن يؤلف لم يؤلف كتابه قال، إنه رسائل بسكال الإقليمية.

### مأثورات عن الرسائل الإقليمية
- قال ڤولتير عن عظمة الرسائل «، وترد جميع أنواع البلاغة في أطروحة الرسائل.» كما دعاه «أفضل كتاب ظهر إلا الآن في فرنسا».[4]
- أجاب بوسويت عندما سئل ما الكتاب الذي يفضل ان يكون قد كتبه وما لم يكتبه بنفسه: الرسائل الإقليمية.[5]

### الهامش
1. ↑  أول رسالة نسخة محفوظة 05 مارس 2016 على موقع واي باك مشين.
2. ↑  الثامنة عشر نسخة محفوظة 10 يونيو 2016 على موقع واي باك مشين.
3. ↑  رسالة التاسعة عشر نسخة محفوظة 10 يونيو 2016 على موقع واي باك مشين.
4. ↑  Voltaire, Age of Louis XIV 424, 358.
5. ↑  Voltaire, Age of Louis XIV 359.

### ببليوغرافيا
- Les Provinciales – Pensées et Opuscules divers, Lgf/Le Livre de poche, La Pochothèque, 2004, edited by Philippe Sellier & Gérard Ferreyrolles (Les Provinciales are edited here after Louis Cognet's edition) (بالفرنسية)

### وصلات خارجية
- Provincial Letters on-line (English translation)